# Джаны-Турмуш (Алайский район)
Джаны-Турмуш (кирг. Жаңы-Турмуш) — село в Алайском районе Ошской области Кыргызстана. Административный центр Джошолунского айылного аймака.

## География
Село расположено в южной части области, на правом берегу реки Джошолу (правый приток реки Куршаб), на расстоянии приблизительно 9 километров (по прямой) к востоку от села Гульча, административного центра района. Абсолютная высота — 1799 метров над уровнем моря.

## Население
Согласно оценочным данным Национального статистического комитета Кыргызской Республики, численность населения села на начало 2023 года составляла 1226 человек.
| год     | 2009 | 2014 | 2015 | 2020 | 2021 | 2023 |
| ------- | ---- | ---- | ---- | ---- | ---- | ---- |
| человек | 1179 | 1109 | 1095 | 1213 | 1208 | 1226 |